# Fatal Smile
Fatal Smile är ett svenskt hårdrocksband som bildades i Katrineholm 1996. Bandet splittrades 2014.

## Historia
Runt 1996 började bandets gitarrist spela med bandets basist. När de flyttade upp Stockholm träffade de trummisen och 1998 rekryterades en sångare. De spelade 1999 in en demo som Fatal Smile med två låtar (Hip M.F/Sad & Gone).

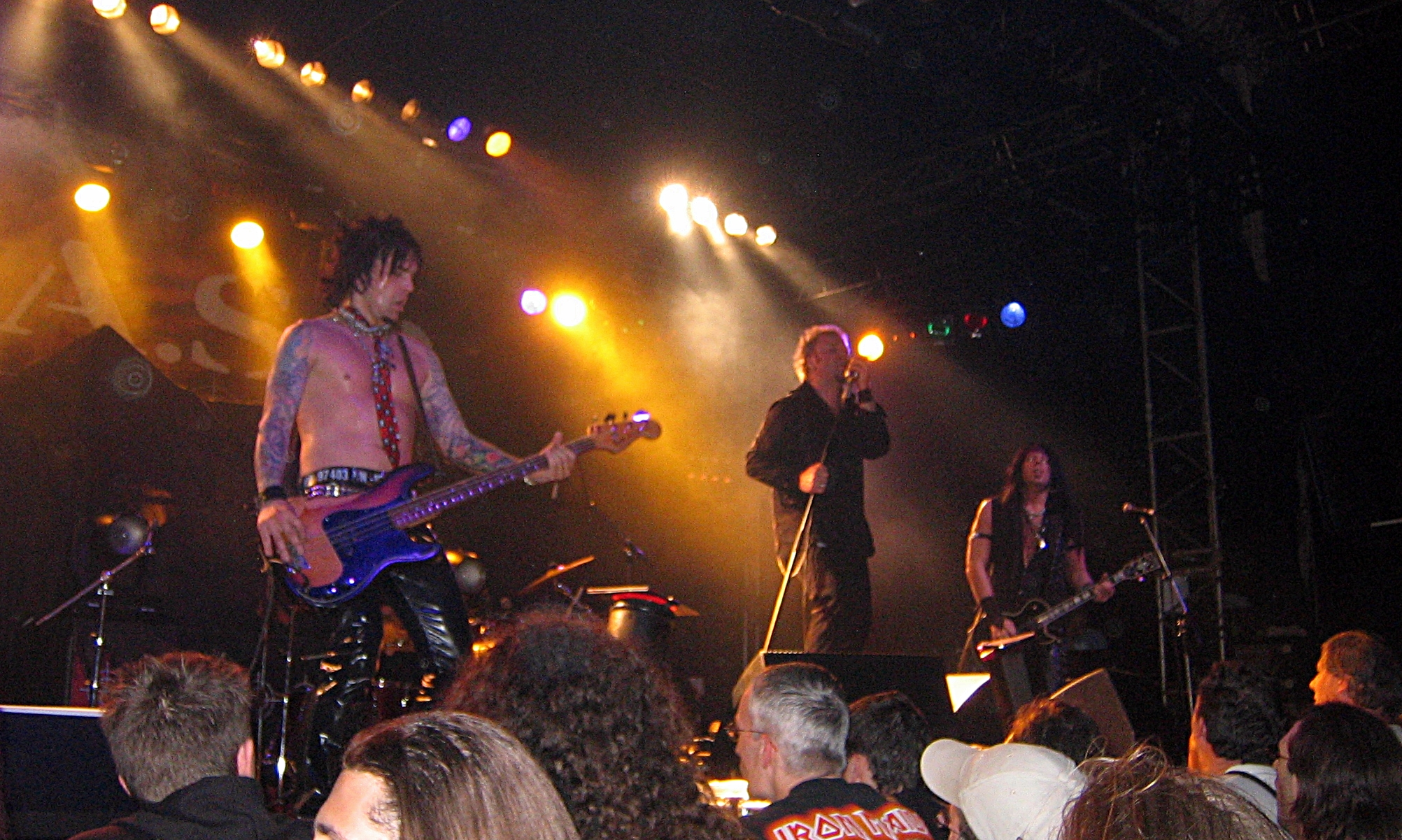
Fatal Smile i Paris.

Sommaren 2001 påbörjades arbetet på deras debutplatta. Den första låt som bandet skrev tillsammans var Beyond Reality. Inspelningen och mixningen tog sex veckor skivan släpptes tidigt under 2002. Beyond Reality blev namnet på plattan och den gavs ut på GMR Music. Skivan innehåll bland annat bonussåret Hip M.F. (Niclas Lideskär text och melodi) även den spelades flitigt på Stockholms rockklubbar och har blivit ett givet inslag i liveframträdandena genom åren. Man gjorde även en musikvideo till låten Bad Kharma som spelades in på Göta Källare under ledning av Poppe Linge. Videon spelades ganska ofta på Z-TV när det begav sig, men inte på MTV då den ansågs för snuskig.  Under sommaren 2003 gav sig bandet av på en liten USA-turné där man bland annat spelade på Metal Meltdown Fest i New Jersey.
Succén med den efterföljande skivan Neo Natural Freaks, som släpptes 2006, gjorde att bandet började få allt flera fans, både i Sverige och utomlands. Man turnerade flitigt och var förband till bland annat W.A.S.P och Winger. En ändring i uppsättningen - på trummor återfinns nu Tomas Lindgren, som ersatte Robin. 
Singeln "Learn, Love, Hate" (släppt 2005) blev flitigt spelad i radio och slog sig in på topp tre i Sverige. Den efterföljande turnén såg bandet bland annat besöka Tokyo, Nagoya och Osaka i Japan.
Bandet arbetade redan på en ny skiva. En skiva som skulle låta betydligt tyngre än de två tidigare skivorna. År 2007 beslutade Mr Y att rekrytera en ny sångare - Blade. På bas anslöt Alx och på trummor hittar man ZTeff. En helt ny lineup som ger bandet en annan tyngd och råare sound än de föregående plattorna. 

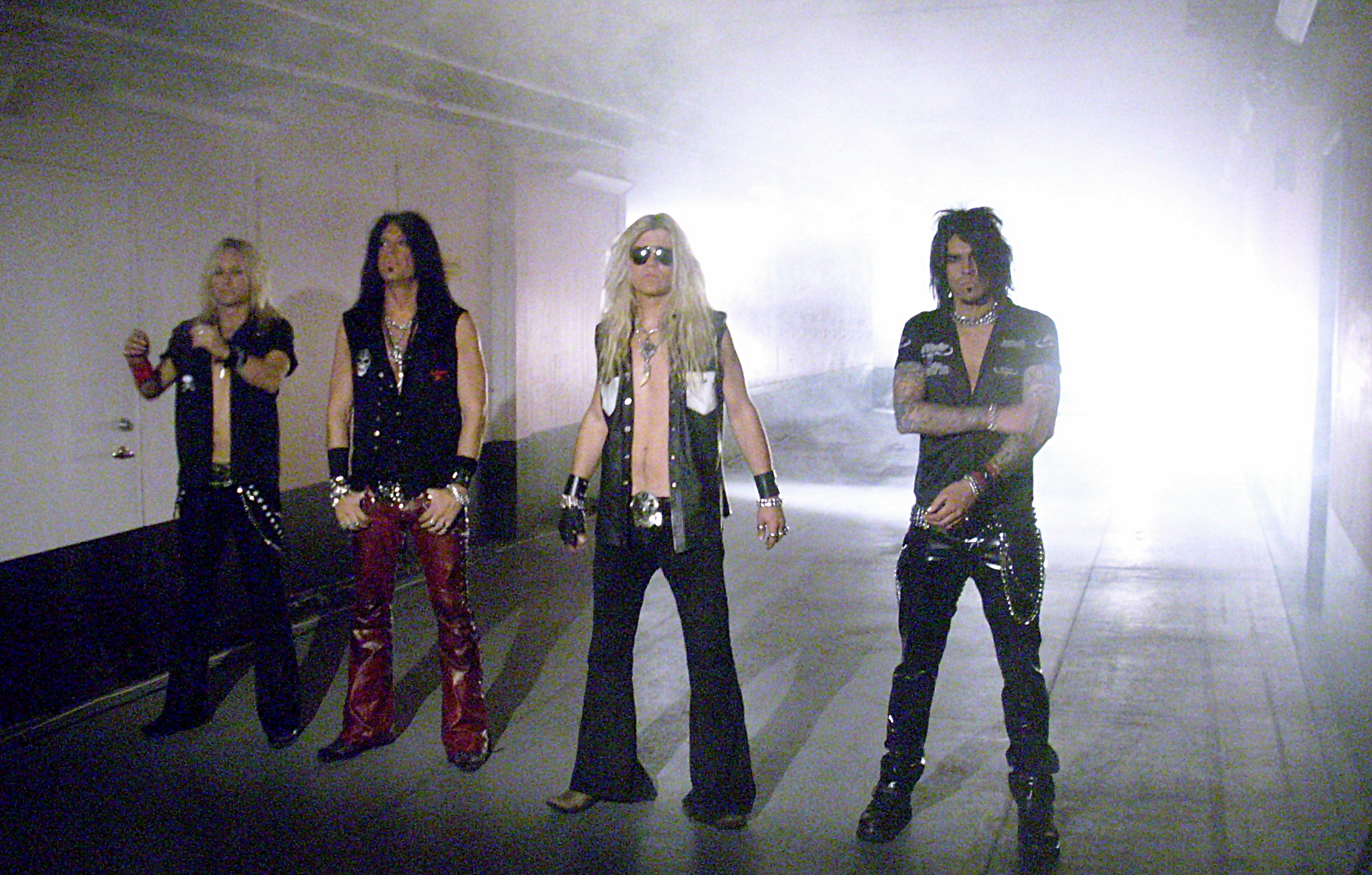
Under inspelningen av videon till S.O.B.

2008 släpptes skivan World Domination. Skivan mixades av erfarne Michael Wagener, som bland annat jobbat med Ozzy Osbourne och Skid Row. Skivan blev en stor framgång. Bandet beskriver skivan som en basic rock and roll-platta. Skivan fick  positiva recensioner och ett intensivt turnerande följde. 
Musikvideon till singeln S.O.B. spelades flitigt i Sverige och Europa. Skivan blev nominerad till Album Of The Year på Swedish Metal Awards (kategori Glam/Sleaze) och den stora svenska tidskriften Sweden Rock Magazine hade skivan som månadens album.
Succén gjorde att bandet fick fler och fler förfrågningar om att spela på olika festivaler. Man spelade bland annat på Wacken Rocks South, Hard Rock Hell och Rock Weekend. Totalt blev det över 350 spelningar. 
Bandet kallar själva denna intensiva och dekadenta period för the mayhem years. Under en spelning i Köpenhamn så skadade sig basisten Alx allvarligt då han föll olyckligt från scen.
Den 14 maj 2012 släpptes den egenproducerade fullängdaren 21st Century Freaks. Man hade 22 låtar klara, men man bantade ner det till 11 låtar. Bandet beskriver skivan som episk och den innehåller två ballader. Plattan tog elva månader att få klar. Första singeln från skivan är Welcome To The Freakshow, som är bandets mest påkostade video hittills. Singeln sålde guld i juni 2012. På skivan spelar göteborgaren Philthy trummor. Den tidigare trummisen var less på det ständiga turnerandet. Man utlyste en audition och över 300 ansökningar kom från jordens alla hörn.
På treårsdagen av Ronnie James Dios död så släppte bandet singeln och videon till låten "For The Last In Line".

## Medlemmar
Senaste medlemmar
- Mr Y – gitarr (1996–2014)
- Blade – sång (2008–2014)
- Alx (eg. Alex Jonsson) – basgitarr (2008–2014)
- Philthy – trummor (2010–2014)

Tidigare medlemmar
- Markus Johansson – basgitarr (1998–2007)
- Rickard Johansson – trummor (1997–2002)
- Niclas Lideskär – sång (1998–2000)
- H.B. Anderson – sång (2000–2007)
- Robin Lagerqvist – trummor (2002–2005)
- Thomas Lindgren – trummor (2005–2007)
- Zteff – trummor (2007–2010)

## Diskografi
Studioalbum
- 2002 – Beyond Reality
- 2006 – Neo Natural Freaks
- 2008 – World Domination
- 2012 – 21st Century Freaks
- 2014 – White Trash Heroes

Singlar
- 2005 – "Learn - Love - Hate"
- 2008 – "S.O.B."
- 2009 – "Run for Your Life"
- 2010 – "For The Last In Line"
- 2012 – "Welcome to the Freakshow"